# Melissa Humana-Paredes
Melissa Humana-Paredes, née le 10 octobre 1992 à Toronto, est une joueuse de beach-volley canadienne.

## Biographie
Avec Sarah Pavan, Melissa Humana-Paredes est médaillée d'or des Jeux du Commonwealth de 2018 et des Championnats du monde de beach-volley 2019.
Aux Jeux olympiques d'été de 2024, elle remporte la médaille d'argent avec Brandie Wilkerson.